# Haz el amor, no el Warcraft
«Make Love, Not Warcraft» (en España y en Hispanoamérica «Haz el Amor, No el Warcraft»), es el episodio N.º 147 de South Park, serie animada de Comedy Central. Fue originalmente estrenado el 4 de octubre de 2006. Este episodio tiene una mirada satírica del videojuego de rol multijugador masivo en línea World of Warcraft, y de sus jugadores.
En el 2007 el episodio ganó un Premio Emmy por Mejor Programa Animado (de menos de una hora).

## Argumento
Un griefer llamado Jenkins mata en repetidas ocasiones a los personajes de los chicos en World of Warcraft. Este jugador se ha vuelto tan poderoso que puede desobedecer las reglas (completar solo búsquedas) y matar a los jugadores a voluntad. Randy, el padre de Stan, comienza a interesarse en el juego pero no pasa mucho tiempo hasta que es asesinado por Jenkins.
Entonces, Cartman decide juntar a todos los chicos de South Park para planear un contraataque. Sin embargo son vencidos fácilmente. Luego de esto, los chicos dejan de jugar. Los ejecutivos de Blizzard Entertainment se dan cuenta de que al ser asesinados todo el tiempo, muchos jugadores podrían perder el interés en el juego, y eso podría significar “el fin del Mundo... de Warcraft”. Sin embargo, Cartman aún no se da por vencido y convence a Stan, Kyle, y Kenny de seguir jugando. Los siguientes dos meses ellos entrenan para ganar experiencia. En este tiempo se convierten en vagos, de pelo largo, con acné y aumentan de peso. Los ejecutivos de Blizzard notan el rápido crecimiento de los personajes de los chicos y se dan cuenta de que son la única posibilidad de salvar a Warcraft. Pero ellos calculan que incluso en ese nivel, los chicos tienen un 90% de posibilidades de perder.
Dispuestos a ayudarlos, los ejecutivos deciden darles la Espada de las Mil Verdades. Sin saber esto, los chicos empiezan la batalla. Los ejecutivos llegan a la casa de Stan con el pendrive (donde está guardada la espada) pero se enteran de que los chicos están en realidad en la casa de Cartman. Randy les dice que aunque él es un “newbie” puede conectarse con la espada y dársela a los chicos en línea. Randy finalmente le da la espada a Stan, pero su personaje es herido de muerte. Enojado, Stan ataca al griefer con la espada destruyendo sus escudos. Aprovechándose de su debilidad Kenny le dispara con su arco y Kyle lo golpea con un encantamiento. Finalmente Cartman aplasta su cabeza con un martillo. 
Varios jugadores salen de sus escondites y celebran la derrota de Jenkins, alabando a los chicos como héroes. Entonces Stan le pregunta a Cartman que es lo que van a hacer ahora a lo que él responde “¿A que te refieres? Ahora finalmente podemos jugar”.

## Producción
Este episodio usa machinima para crear una mejor simulación del juego. Originalmente estaba planeado que el episodio fuera el 145, pero luego fue retrasado debido a dificultades en la creación de machinima. El planeamiento del episodio y el acopio de datos comenzó el 1 de septiembre, y la producción de machinima se realizó en cinco días, siendo el primero el 20 de septiembre y el último el 3 de octubre. Las escenas regulares del episodio fueron creadas en simultáneo.

### Colaboración
Los creadores de South Park, Trey Parker y Matt Stone colaboraron con Blizzard Entertainment para crear la machinima usada en el episodio. En el comentario del episodio ellos declararon que estaban asombrados de que la compañía los haya ayudado. Las escenas de machinima fueron creadas usando tomas del juego, y recreando los personajes en Maya. Blizzard les dio a ellos sus propios modelos de personajes, computadoras para probarlos e incluso permiso para usar el servidor alfa del pack de expansión World of Warcraft: The Burning Crusade para grabar las escenas. Michael Morhaime, presidente y cofundador de Blizzard Entertainment, hizo una declaración sobre la colaboración:  

Estábamos entusiasmados de escuchar que los creadores de South Park estaban interesados en presentar World of Warcraft en el comienzo de su nueva temporada, y nosotros realmente disfrutamos colaborando con ellos en hacer que esto suceda. Esperamos compartir la experiencia con nuestros empleados y con nuestros jugadores cuando la temporada se estrene esta semana.

Sin embargo, la animación en el episodio es modificada del juego World of Warcraft, y contiene elementos que no existen en este: animaciones que hablan, PNJ controlados, Humanos en el rol de Cazadores, la habilidad de un jugador de matar a otro sin restricciones, y tanta cantidad de sangre. 
Como referencia a este episodio, algunos DVD de la décima temporada incluyen un demo de 14 días de World of Warcraft.
Desde que el episodio fue estrenado, la ficticia Espada de las Mil Verdades fue presentada en versión beta de World of Warcraft: The Burning Crusade, bajo el nombre de Gladiator's Slicer, aunque sin las mismas capacidades que en el programa. Recientemente la espada ha reaparecido en la expansión World of Warcraft: Wrath of the Lich King con el nombre de Slayer of the Lifeless.
En el parche 3.0.2, previo a la salida de la expansión Wrath of the Lich King, Blizzard incluyó un premio de "Haz el amor, no el Warcraft" para el modo PvP.